# Fonds européen de coopération monétaire
Le Fonds européen de coopération monétaire (FECOM), a été créé le 5 avril 1973 afin d'assurer le bon fonctionnement du système de change instauré par les accords de Bâle du 10 avril 1972 fondant le serpent monétaire européen. Placé sous l'autorité du Conseil des ministres de la CEE, il doit servir à la mutualisation des interventions des banques centrales en monnaies communautaires et crée une unité de compte, panier de devises des pays membres. En revanche, au départ, il ne met pas en commun les réserves de change. Aussi, les différences d'inflation entre les pays membres du « serpent », qui conduisent à des dépréciations monétaires pour certains, mettent à mal ce dernier et finissent par avoir raison de lui en mars 1976.
Lors de la mise en place du système monétaire européen, le 13 mars 1979, il était prévu de créer un Fonds monétaire européen (FME) qui se substituerait au FECOM en 1981 pour assurer la mise en commun des réserves de change des pays de la CEE et la circulation des ECU sans oublier les procédures de crédit.
Comme défini dans le plan Clappier-Schulmann, présenté au sommet de Brême du 6 juillet 1978, il avait été conçu afin de permettre de créer un fonds initial destiné aux banques centrales des pays de la CEE « constitué moyennant le dépôt, d'une part d'un montant en or et en dollars (à raison de 20 % des réserves détenues par les banques centrales des États membres) et d'autre part, de monnaies de pays membres pour un montant comparable ». Il ne faut pas le confondre avec le Fonds monétaire européen, qui correspond, d'une part, avec un projet  présenté le 11 janvier 1991 par Norman Lamont, chancelier de l'Échiquier au Royaume-Uni, concernant la création et le statut d’un Fonds monétaire européen chargé d'émettre et gérer une monnaie commune, d'autre part, à un projet de la fin des années 2000, conçu par des économistes du Centre for European Policy Studies et ambitionnant de donner à la zone euro un mécanisme de gestion des crises.
Finalement, le FME n'entre jamais en vigueur et c'est le FECOM qui reçoit ses attributions dès 1979. Avec la création de l'Union économique et monétaire, consécutive au traité de Maastricht, qui prévoit la mise en place de l'euro, il a été remplacé en 1994 par l'Institut monétaire européen auquel ses réserves sont attribuées dans un premier temps, puis par la Banque centrale européenne. 